# BMW 328
O BMW 328 foi um carro desportivo fabricado desde 1936 até 1940. Foram produzidas 434 unidades até essa data. O carro tinha um motor de seis cilindros e 80 cavalos de potência, que ultrapassavam os 145 km/h.

## Galeria

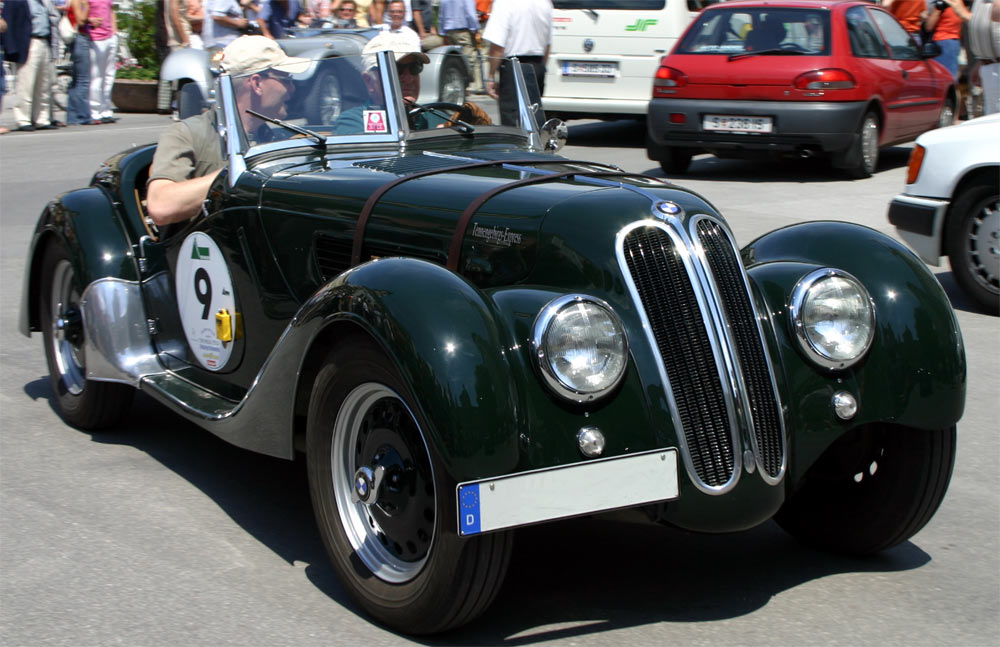
Um BMW 328 de 1936.
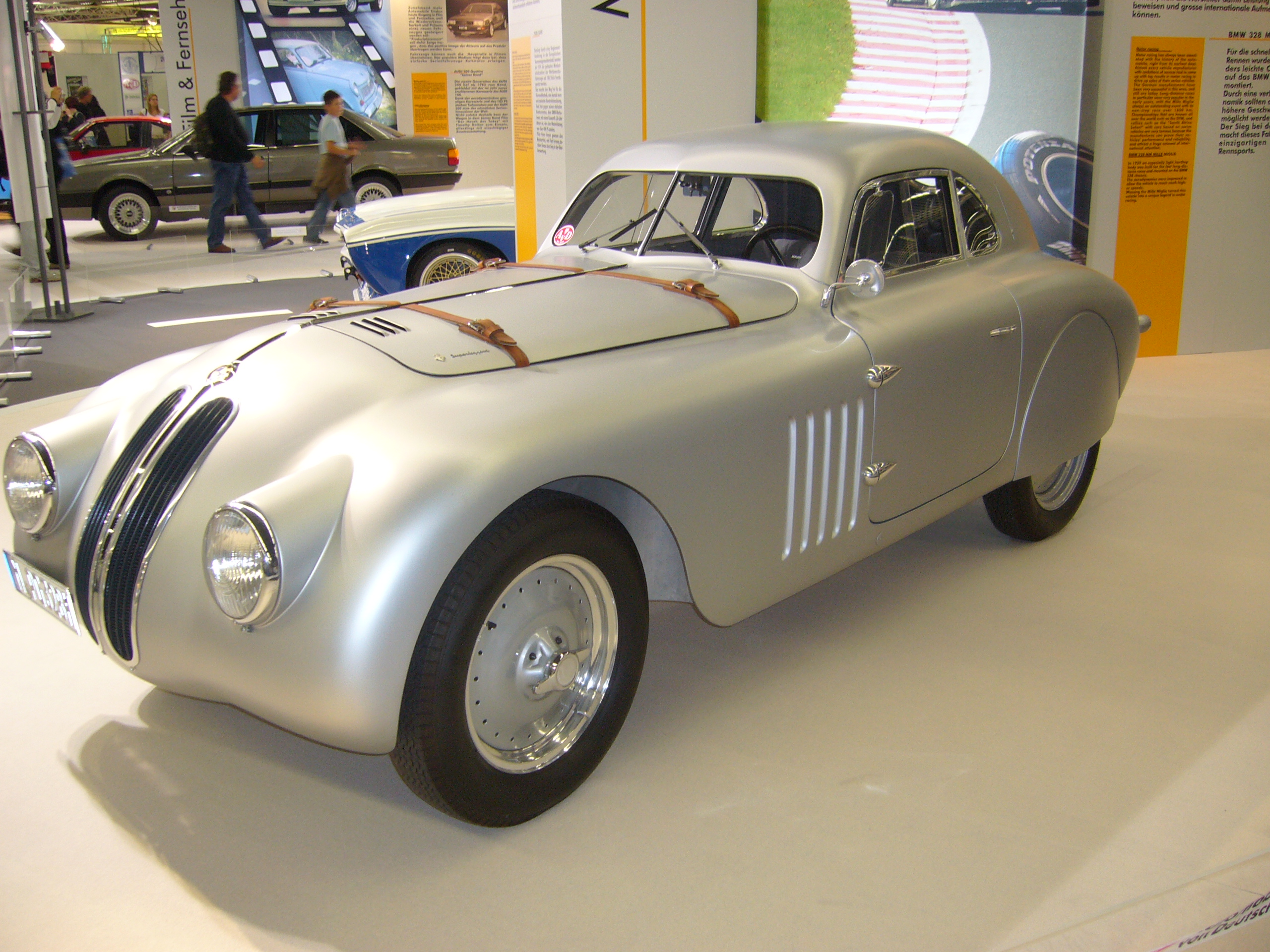
Um BMW 328 Touring Coupé de 1940.